# Franco Interlenghi
Franco Interlenghi (n. 29 octombrie 1931 - 10 septembrie 2015) a fost un actor italian de film.

## Filmografie
- 1946 Sciuscia (Sciuscià), regia Vittorio de Sica
- 1948 Fabiola
- 1950 Domenica d'agosto
- 1951 Teresa
- 1951 Parigi è sempre Parigi
- 1952 Don Camillo
- 1952 Don Lorenzo
- 1952 Canzoni di mezzo secolo
- 1952 Ergastolo
- 1952 Gli eroi della domenica
- 1952 Giovinezza
- 1952 Il mondo le condanna
- 1952 Processo alla città
- 1953 Amori di mezzo secolo
- 1953 Canzoni, canzoni, canzoni
- 1953 I Vinti
- 1953 I vitelloni
- 1953 La provinciale
- 1953 Riscatto
- 1953 Sunday Heroes
- 1954 The Barefoot Contessa
- 1954 Le due orfanelle
- 1954 Ulise (Ulisse), regia Mario Camerini
- 1955 Altair
- 1955 Gli amori di Manon Lescaut
- 1956 Îndrăgostiții (Gli innamorati), regia Mauro Bolognini
- 1955 Non c'è amore più grande
- 1956 I giorni più belli
- 1956 Totò, Peppino e i fuorilegge
- 1957 Adio arme (A Farewell to Arms), regia Charles Vidor și John Huston (nemenționat)
- 1957 Il cielo brucia
- 1957 La regina della povera gente
- 1957 Între noi părinții (Padri e figli), regia Mario Monicelli
- 1958 Educande al tabarin
- 1958 Giovani mariti
- 1958 La ragazza del peccato
- 1958 Polikuska
- 1959 Generalul della Rovere (Il Generale della Rovere), regia Roberto Rossellini
- 1959 La Notte brava
- 1959 Match contro la morte
- 1959 Sangue sull'asfalto
- 1960 Le svedesi
- 1961 Viva l'Italia
- 1962 Cronache del '22
- 1962 Incontro al mare
- 1967 Una notte per cinque rapine
- 1968 Columna, regia Mircea Drăgan
- 1968 Totò story
- 1975 La polizia interviene: ordine di uccidere!
- 1978 Amore, piombo e furore
- 1983 Juke box
- 1985 Miranda
- 1986 Profesorul (Il camorrista), regia Giuseppe Tornatore
- 1989 L'avaro
- 1989 Pummarò
- 1990 Gli assassini vanno in coppia
- 1990 Se non avessi l'amore
- 1992 Antelope Cobbler
- 1992 Le amiche del cuore
- 1993 L'orso di peluche
- 1994 18.000 giorni fa
- 1994 Torta di mele
- 1995 Marciando nel buio
- 1996Racket (film)|Racket
- 1997 Mi fai un favore
- 1998 La rumbera
- 1999 Tre addii
- 2000 The accidental detective
- 2002 Papa Giovanni
- 2003 Tosca e altre due
- 2005 Romanzo criminale
- 2006 Notte prima degli esami oggi